# Perenówka
Perenówka (ukr. Перенівка) – wieś na Ukrainie w rejonie iwanofrankiwskim obwodu iwanofrankiwskiego.
Do 2020 w rejonie rohatyńskimi.